# Conus mcbridei
Conus mcbridei é uma espécie de gastrópode do gênero Conus, pertencente à família Conidae.